# Mary Dormal
Mary Dormal actriz y vedette argentina de la década de 1930.

## Biografía
Mary Dormal fue una de las grandes vedettes de la década de oro (1938-1948). Perteneció al elenco de actores llamados por el director Manuel Romero para actuar en sus películas y fue así que filmó junto a las grandes luminarias de esa década como Paulina Singerman, Enrique Serrano y Niní Marshall en La rubia del camino (1938), Divorcio en Montevideo y Muchachas que estudian (ambas de 1939), Isabelita (1940) y Porteña de corazón (1948). 
En teatro, Dormal hizo en 1923 el drama histórico en cuatro actos, La divisa punzó (época de Rosas). En 1926 actuó en la obra Tejido de madre: Nadie la conoció nunca. En 1934 la obra El Gran Dios Brown, junto con Camila Quiroga, Norma Castillo, Nélida Quiroga, Mangacha Gutiérrez, Rosita Arrieta, Blanca Vidal, Dora Dolly y Carmen Castex. Integró, entre otros, la Compañía de Dramas y Comedias Enrique Arellano.

## Filmografía
- 1938: La rubia del camino
- 1938: La chismosa
- 1939: Mandinga en la sierra
- 1939: Divorcio en Montevideo
- 1939: Muchachas que estudian
- 1939: Chimbela
- 1939: Good Girls Go To Paris o La pícara mentirosa  (Estados Unidos)
- 1940: El solterón
- 1940: Isabelita
- 1942: La novia de primavera
- 1943: Juvenilia
- 1948: Porteña de corazón[2]

## Teatro
- 1923: La divisa punzó (época de Rosas).
- 1926: Tejido de madre: Nadie la conoció nunca.
- 1934: El Gran Dios Brown.
- 1945: Viejo verde, con la Compañía de Comedias del Teatro Astral encabezado por Enrique Serrano, junto con Alberto Bello, Ana Arneodo, Nury Montsé y elenco.
- 1951: Rigoberto, junto a la Compañía Argentina de Comedias Cómicas encabezada por Enrique Serrano, junto a Rafael Frontaura, Aída Olivier, Tono Andreu, Norma Giménez y Pepita Meliá